# Federgestell
Das Federgestell wird in der Heraldik zum Helmschmuck gerechnet. 
Aus Blech oder seltener Leder gefertigt, war es auf dem Helm aufgesetzt, reichlich verziert und diente in der mittelalterlichen Rüsttechnik als Halterung für den Federschmuck. Besonders bei Prunkharnischen wurde der Helm durch Federbüschel geschmückt, die eine schöne Halterung verlangten. Die halbrunde Form war bevorzugt. Später entwickelte sich aus diesem Helmschmuck der heraldische Flug. Der Federkorb, auch als Federköcher bezeichnet, wird zum Hilfskleinod gezählt. Von Straußen oder Reihern, aber auch von Pfauen waren die Federn dort hinein drapiert und aus ihrer Beliebtheit sind diese in stilisierter Form in den Wappen bis heute in Anwendung.

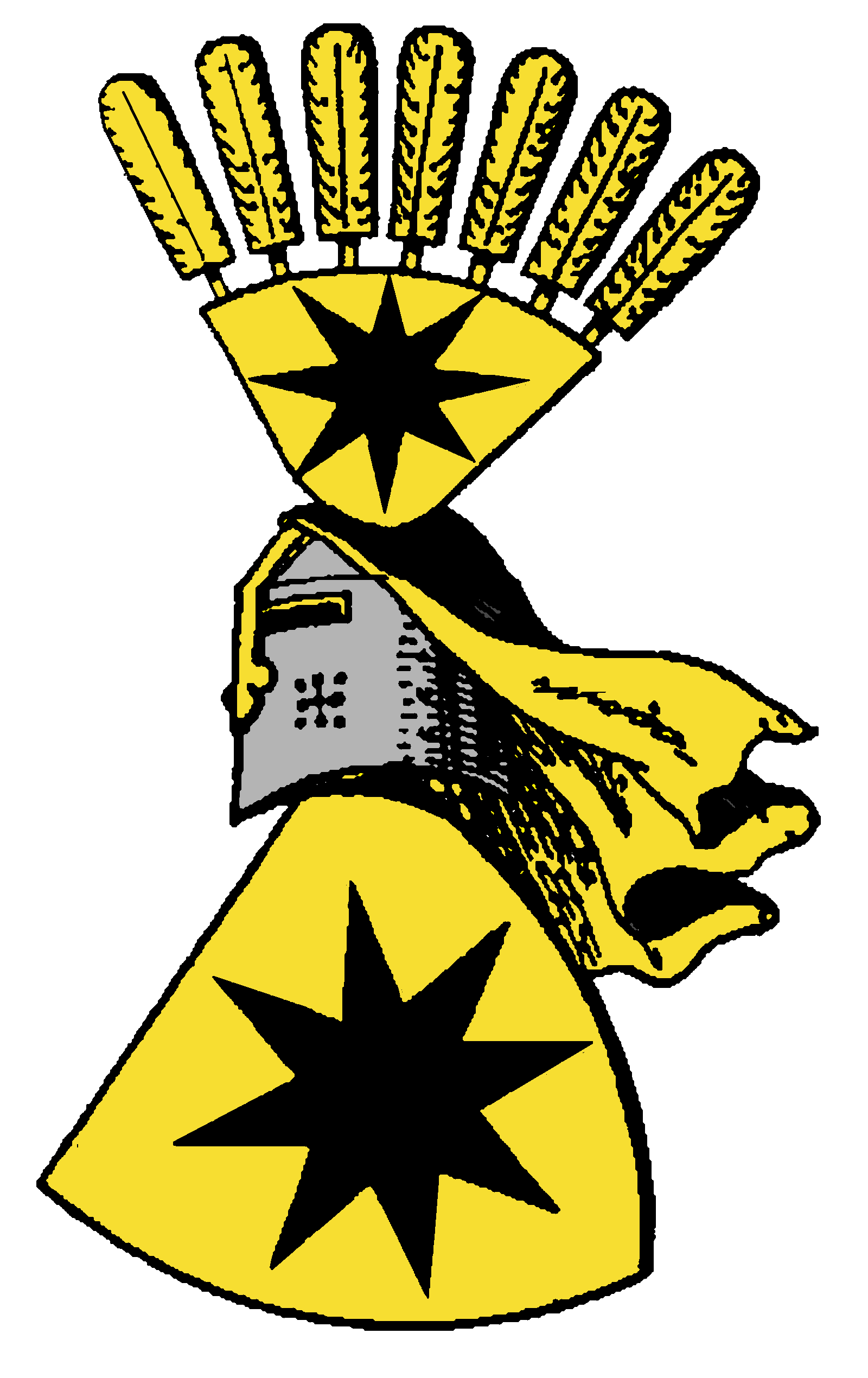
Die Helmzier war ein mit dem Stern belegtes, goldenes Federgestell (Ursprüngliches Stammwappen der Grafen und Fürsten von Waldeck (Hessen))